# Virginia Christian
Virginia Christian (15 de agosto de 1895 - 16 de agosto de 1912) fue la primera mujer condenada ejecutada en el siglo XX en el estado de Virginia y la primera menor de edad ejecutada en los Estados Unidos. También fue la única menor ejecutada en la silla eléctrica y hasta la fecha, la última rea ejecutada en la silla eléctrica por el estado de Virginia. Fue la última mujer ejecutada en ese estado hasta el jueves 23 de septiembre de 2010, cuando Teresa Lewis se convirtió en la primera rea ejecutada en casi un siglo en el estado estadounidense de Virginia.
Christian, una criada negra, fue condenada por el asesinato de su empleadora Ida Belote, una mujer blanca de 72 años, en su casa de Hampton el 18 de marzo de 1912. Poco después de ser arrestada, se dice que confesó que golpeó a Belote, pero que nunca tuvo la intención de matarla.

## Incidente
Se alega que Belote maltrató físicamente y abusó verbalmente de Christian y a mediados de marzo de 1912, se produjo una discusión entre las dos en la que Belote acusó a Christian de robar un relicario y una falda. Belote golpeó a Christian con una escupidera de loza. El altercado se intensificó cuando Christian y Belote corrieron a por dos palos de escoba que Belote usaba para acomodar las cortinas de su dormitorio. Christian agarró uno de los mangos de escoba y golpeó a Belote en la frente. En un intento por sofocar los gritos de Belote, Christian metió una toalla en la garganta de Belote y la anciana murió por asfixia.
Cuando Christian salió de la casa, robó el bolso de Belote con algo de dinero y un anillo. Un periódico informó que tras ser llamada por dos de los hijos de la víctima tras llegar y toparse el cadáver, la policía encontró el cuerpo de Belote "boca abajo en un charco de sangre, con la cabeza horriblemente mutilada y con una toalla metida en la boca y la garganta".

## Juicio y ejecución
La policía pronto arrestó a Christian y durante el interrogatorio, ella admitió haber golpeado a Belote, pero se sorprendió al saber que Belote estaba muerta. Christian afirmó que no tenía intención de matar a Belote. Con una turba de linchamiento asomándose, un tribunal del condado de la ciudad de Elizabeth juzgó y condenó a Christian por asesinato y el juez de primera instancia la condenó a muerte en la silla eléctrica del estado. Un día después de cumplir 17 años en agosto de 1912, cinco meses después del crimen, las autoridades de Virginia ejecutaron a Christian en la penitenciaría estatal de Richmond.
El gobernador William Hodges Mann, que también era un veterano de la Confederación, se negó a conmutar la pena de muerte, a pesar de la súplica de la madre de Virginia, Charlotte Christian.
Luego de que el gobernador rechazara esta solicitud, Christian tomó su asiento en la silla eléctrica, donde fue electrocutada en la prisión estatal de Richmond. Acababa de cumplir 17 años. El periódico informó que su cuerpo iba a ser entregado a la escuela de medicina estatal, porque sus padres no tenían el dinero para transportar el cuerpo desde Richmond.